# Lya Barrioz
Ligia Barrios Sánchez, más conocida como Lya Barrioz (Managua, 8 de junio de 1970), es una cantante y actriz nicaragüense.
Dio sus primeros grandes pasos artísticos en 1989, cuando ganó los premios al tercer lugar y a la canción más aplaudida en el último Festival de la Canción Romántica Nicaragüense “Rafael Gastón Pérez”, el principal evento del año y antesala de la OTI Internacional. Sus padres son José Barrios Vanegas y Susana Sánchez Boza.

## Biografía
En 1992 se integra como voz líder del reconocido grupo Macolla por casi cuatro años. Con ellos grabó dos discos: “Sueños” y “Bailarlo Contigo”, bajo el sello Sony Music.  Este grupo hizo historia al producir el primer vídeo musical en cinta de cine en Nicaragua con la canción “Sólo Soy”, compuesta por Pierre Pierson y Edgar Orochena e interpretada por Lya, la cual es ahora un clásico de la música nacional.
En 1997 se lanza como solista con su CD “Razones Prohibidas”, producido por el multi talentoso compositor Pierre Pierson y catalogado como la mejor -y más costosa- producción discográfica de un artista nicaragüense residente en el país.
En 2000 representó a su país en el “Festival OTI de la Canción" en Acapulco, México.
Ha cantado a dúo con el famoso imitador dominicano Julio Sabala en su temporada de presentaciones en Nicaragua "Imitomanía On Line". También con los máximos exponentes musicales nicaragüenses a nivel internacional: Hernaldo Zúñiga (concierto “Ciudad Acústica”) y con Luis Enrique (“el Príncipe de la Salsa”).
Ha sido invitada especial en otros importantes eventos tales como Teletón de Costa Rica y Teletón de Nicaragua; el mega concierto “Voces Unidas por Nicaragua” (producido por la ONG altruista “Fundación Futuro de Nicaragua”); la gira nacional "¡Qué Viva la Tradición! "; el pintoresco espectáculo Ben-Hur; la inauguración de la Concha Acústica de Managua; la inauguración de Casino del Sol; la clausura de la X Feria de la Vivienda; el “Fashion Show Top Model”, etc.
También ha sido invitada recurrente de la prestigiosa Camerata Bach en muchos de los espectáculos más relevantes del Teatro Nacional Rubén Darío tales como: “Homenaje a Los Beatles”, “Boleros del Alma”, “Concierto de Música Norteamericana”, “Música de aquí y de allá: Concierto de la Unión Europea ”, “¡Viva México!”, etc. Y ha cantado el glorioso Himno Nacional de Nicaragua en eventos estelares y oficiales.
En 2006 hizo su debut como actriz en el cortometraje de ficción Brisa Nocturna, film de la laureada documentalista Rossana Lacayo que se encuentra compitiendo en más de 20 festivales internacionales de cine independiente y que ya ha sido galardonado con los premios de “Mejor Actriz” (“San Francisco Short Film Festival 2006”), “Mejor Dirección Artística” (“Festival de Cine de Granada”), España y “La Réalisation Intégrale” (“Festival du Cinéma de Bruxelles”), siendo estos últimos parte del “Annual Program Without Frontiers”.  El vídeo musical promocional de dicho cortometraje es el de la canción “Todo Cambia”, compuesta por el músico chileno Julio Numhauser, e interpretado por Lya con una versión diferente a la internacionalizada por la magistral intérprete argentina, Mercedes Sosa.
Ese mismo año fue elegida “Novia del Real Estelí”, equipo de fútbol N.º 1 de Nicaragua.

## Actualidad
Mediante la gestión de la licenciada Hazel Fonseca, Directora de Fundación Xochiquetzal (ONG con perfil social y humanista, enfocado primordialmente en el tema del SIDA en el país), Lya (en convenio con la Fundación Xochiquetzal) realizó en 2007 una gira de concientización popular por varias importantes ciudades del país en celebración de su XV Aniversario de Vida Artística,  bajo el lema Perdamos la vergüenza, no la vida.
En 2008 realizó la gira de conciertos "Nicaragua Entre Azul", junto a los cantautores nicaragüenses Sacasa y Philip Montalbán con el fin de recaudar fondos para la Costa Atlántica de Nicaragua, azotada por el huracán Félix. Esta gira fue producida por la Fundación Futuro de Nicaragua con la cual Lya ha colaborado en pro de otras causas nobles.
Dentro de sus planes a mediado plazo está el estreno en televisión nacional por cable de El Show de Lya, un programa de entrevistas y variedades en el cual Lya será la conductora y coproductora artística (ESTV Canal 11).